# Plectranthus venteri
Plectranthus venteri là một loài thực vật có hoa trong họ Hoa môi. Loài này được van Jaarsv. & L.Hankey miêu tả khoa học đầu tiên năm 1997.